# Jacobin
Jacobin (Якобінець) — американський лівий щоквартальний журнал. Позиціонується як проєкт молодого покоління, що намагається висвітлювати сучасну політику, економіку та культуру із соціалістичної перспективи. 

## Історія та огляд
Журнал відкрито у вересні 2010 року як інтернет-портал, але того ж року проєкт розширено, і навесні 2011 року вийшло перше паперове число журналу.
Популярність Якобінця різко зростала зі збільшенням уваги до лівих ідей, стимульованим президентською кампанією Берні Сандерса 2016 року. Кількість підписників зросла з 10 000 влітку 2015 року до 32 000 станом на перший випуск 2017 року, із них 16 000 приєдналися в перші два місяці після обрання Дональда Трампа. Аудиторія онлайн-версії сягає 700 000 читачів  на місяць. Станом на 2016 рік, редакція складається із шести постійних співробітників. Інтернет-портал публікує від однієї до двох статей щодня.
Навесні 2017 року редактори «Якобінця» спільно з науковцями Вівеком Чіббером та Робертом Бреннером заснували академічний журнал «Catalyst».
У листопаді 2018 року було запущено перше іноземномовне видання журналу — Jacobin Italia. Засновник Jacobin Баскар Сункара охарактеризував його як «класичну франшизну модель», за якої головне видання надає консультації щодо публікацій та редакційної роботи, отримуючи невелику частку доходу, проте італійське видання залишається автономним.

## Назва й логотип
Назву журналу взято з книжки Сиріла Джеймса «Чорні якобінці: Туссен Лувертюр і революція в Санто-Домінго», в якій Джеймс приписує чорним гаїтянським революціонерам більшу послідовність у ставленні до ідеалів Французької революції, ніж «білим якобінцям». Логотип символізує Туссена Луветюра, найвідомішого лідера єдиного успішного повстання рабів в історії людства.